# Stefka Kostadinova
Stefka Kostadinova (bolgarsko Стефка Костадинова), bolgarska atletinja, * 25. marec 1965, Plovdiv, Bolgarija.
Kostadinova je nastopila na treh poletnih olimpijskih igrah, v letih 1988 v Seulu, 1992 v Barceloni in 1996 v Atlanti. Na igrah leta 1996 je osvojila naslov olimpijske prvakinje v skoku v višino, leta 1988 pa še naslov olimpijske podprvakinje. Na svetovnih prvenstvih je osvojila naslov prvakinje v letih 1987 in 1995, na svetovnih dvoranskih prvenstvih pa kar pet naslov prvakinje. Na evropskih prvenstvih je osvojila naslov prvakinje leta 1986, na evropskih dvoranskih prvenstvih pa štiri naslove prvakinje in en naslov podprvakinje. 25. maja 1986 je s preskočeno višino 2,07 m izenačila dve leti star svetovni rekord v skoku v višino Ljudmile Andonove, šest dni kasneje pa ga je popravila na 2,08 m. 30. avgusta 1987 je s preskočeno višino 2,09 m postavila svoj tretji rekord, ki je veljal do leta 2024.
Od leta 2005 je predsednica Bolgarskega olimpijskega komiteja. Leta 2012 je bila sprejeta v novoustanovljeni Mednarodni atletski hram slavnih, kot ena izmed prvih štiriindvajsetih atletov.